# IC 5256
IC 5256 — галактика типу SBd () у сузір'ї Індіанець.
Цей об'єкт міститься в оригінальній редакції індексного каталогу.